# باشگاه فوتبال ویموث
باشگاه فوتبال ویموث (به انگلیسی: Weymouth Football Club) یک باشگاه فوتبال در شهر ویموث، کشور انگلستان است که در سال ۱۸۹۰ میلادی تأسیس شده‌است.